# Palpomyia terrea
Palpomyia terrea är en tvåvingeart som först beskrevs av Johann Wilhelm Meigen 1818.  Palpomyia terrea ingår i släktet Palpomyia och familjen svidknott. Inga underarter finns listade i Catalogue of Life.